# RIVA TNT
Il Riva TNT (chiamato anche NV4 in fase di sviluppo) è un acceleratore grafico 2D/3D prodotto da NVIDIA. Lanciato nel tardo 1998, ha rappresentato il primo grande successo per l'azienda. Il nome è un acronimo, e sta per "Real-time Interactive Video and Animation accelerator" (Acceleratore in tempo reale per video e animazione); il suffisso TNT (TwiN Texel) indica la capacità del processore di lavorare su due texel alla volta. Esisteva anche una versione economica, chiamata Vanta.

## Caratteristiche tecniche
Questo chip grafico fu progettato come erede del RIVA 128, in risposta all'introduzione del Voodoo 2 da parte di 3Dfx. Comprendeva l'aggiunta di una seconda pixel pipeline, praticamente raddoppiando la velocità di rendering, e prevedeva l'uso di un tipo di memoria sensibilmente più veloce. A differenza della Voodoo 2 (ma come la più lenta Matrox G200) supportava un formato pixel a 32 bit (truecolor) e lo Z-buffer a 24 bit in modalità 3D. Altre tecniche di filtraggio delle texture, in parte assistite dal nuovo trilinear filtering, migliorarono enormemente la qualità dell'immagine rispetto alla generazione precedente di GPU. Introduceva inoltre il supporto per SDR SDRAM fino a 16 Mib.
Il RIVA TNT fu messo in commercio in ritardo, raggiungeva temperature piuttosto alte, e frequenze minori di quanto pianificato (90 MHz invece di 110 MHz). Secondo quelle previsioni il prodotto NVIDIA avrebbe dovuto essere superiore alla Voodoo 2 (sulla carta) in applicazioni Direct3D, ma nella realtà non raggiunse i livelli di questa. In quel momento la maggior parte dei giochi supportavano le API proprietarie di 3Dfx, chiamate Glide: ciò costituiva un indubbio vantaggio per la rivale. Tuttavia, anche nei confronti in modalità esclusiva OpenGL (come con Quake 2) la scheda 3Dfx aveva la meglio, grazie a driver specifici su misura ("MiniGL"), che non includevano le funzionalità non necessarie. Quando il driver OpenGL completo fu disponibile, questo si rivelò molto più lento del primo. Le Voodoo 2 supportavano solo colori a 16 bit, ma la qualità delle immagini superava quelle delle TNT grazie ad un sistema interno di dithering.
Anticipando le future tendenze del mercato, NVIDIA rilasciò una versione di fascia bassa del chip TNT, chiamata Vanta. Questa scheda usava lo stesso processore, ma lavorava a frequenze inferiori e aveva dimezzate memoria (a 8 MiB) e larghezza di bus (a 64 bit). Questo permise di recuperare alcuni circuiti difettosi che non rispettavano le specifiche, e tagliare significativamente i costi delle altre componenti. Questa versione fu popolare presso i venditori OEM, grazie alle buone caratteristiche e il prezzo ridotto; trovò inoltre implementazione anche come GPU integrata in alcune schede madri.

## Impatto sul mercato
Sfortunatamente, la RIVA TNT non raggiunse la quota di mercato delle popolarissime Voodoo 2: il nome di 3Dfx era all'apice al momento, e NVIDIA era ancora una "matricola" nell'ambiente. Come per la generazione precedente, la mancanza di supporto per le API Glide minò le opportunità dell'azienda per accrescere la propria popolarità; d'altronde Glide era considerata la migliore API 3D sia per i giocatori che per gli sviluppatori. La strada era comunque aperta per la successiva RIVA TNT2: NVIDIA era stata l'unica a competere alla pari con la Voodoo 2, sia in velocità che per qualità dell'immagine. Il processore fu usato su molte schede popolari, come la Diamond Viper V550 e la STB Velocity 4400, entrambe molto gradite dai distributori OEM come Dell e Gateway.